# دنیل الخاندرو برتویا
دنیل الخاندرو برتویا (انگلیسی: Daniel Alejandro Bertoya؛ زادهٔ ۱۳ آوریل ۱۹۷۵) بازیکن فوتبال اهل آرژانتین است.
از باشگاه‌هایی که در آن بازی کرده‌است می‌توان به باشگاه فوتبال دینامو تیرانا اشاره کرد.